# Consiglio della Shūra
Il Consiglio (o Assemblea) della Shūra (in arabo ﻣﺠﻠﺲ ﺍﻟﺸﻮﺭى‎?, Majlis al-Shūrā), è un organismo parlamentare consultivo che di fatto costituisce una Camera di Rappresentanza dei Governatorati nell'ordinamento costituzionale egiziano.
I suoi membri sono eletti per un mandato di 6 anni.